# Historia critica regum Hungariae
A Historia critica regum Hungariae (azaz magyar nyersfordításban „A magyar királyok kritikai története”) Katona István 18. századi jezsuita szerzetes és történetíró rendkívül nagy terjedelmű latin nyelvű magyar történettudományi munkája, valószínűleg minden idők legnagyobb magyar történeti összefoglaló alkotása, terjedelme körülbelül 32.000 nyomtatott oldal.

## Jellemzői
A 42 kötetes alkotás Pesten, majd Budán, Vácott és Kalocsán került kinyomtatásra 1779 és 1817 között, a kézirat sajtó alá rendezése és kinyomtatása közel negyven esztendeig tartott. A szerző nem élte meg az utolsó kötetek megjelenését, mert 1811-ben közel 80 éves korában elhunyt. A mű igazi krónikás és okleveles forrásgyűjtemény, kísérve kritikai fejtegetésekkel és a vitás kérdések oknyomozó magyarázatával. Amit tudott a szerző, mindazt leírta. Kútfői anyagáról és a nevezetesebb mozzanatokhoz fűződő irodalomról mindenütt gondosan beszámolt, igen sok részletkérdést sikeresen megoldott. Hét kötetében az Árpád-házi királyok, tizenkét kötetében a vegyesházi királyok, huszonhárom kötetében a habsburg-házi királyok korát tárgyalta.
Katona István történeti munkájáról a 19. század végi történész, Pauler Gyula így nyilatkozott: „E korszak — az Árpádok kora — földerítésére, problémáinak megoldására nálunk Katona óta vajmi kevés történt. Fessler követte Katonát; Szalay és Horváth Mihály nagyrészt Fessler nyomdokain járnak, legföljebb itt-ott szúrnak közbe egy-egy eseményt”. Kortársa, Szinnyei József bibliográfus pedig így vélekedett a Historia Criticáról: „Bár a hazai történettudomány azóta óriási haladást tett és az álláspontot, melyet a XVIII. század írói elfoglaltak, rég túlszárnyalta, Katona műve mindig nélkülözhetetlen lesz a magyar történetíróra”. Hóman Bálint, a Horthy-korszak történésze szerint: „Bár Katona kritika és judicium tekintetében Pray mögött maradt, hatás és hírnév tekintetében sikerrel versenyző vetélytársa volt. A XIX. század nagy szintétikusai — Fessler, Szalay és Horváth — elsősorban a Katona által publikált anyagra támaszkodva írták meg összefoglaló műveiket. Mint forráskiadvány ma is megbízhatóbb Fejér György kritikátlan és hibákkal teli Codex Diplomaticusánál”.
Kötetbeosztása a következő volt:
| Cím | Kötetszám | Kiadási év |
| --- | --------- | ---------- |
| Historia critica regum Hungariae stirpis Arpadianae, ex fide domesticorum et exterorum scriptorum concinnata | 7 kötet   | 1779–1782  |
| Historia regum stirpis mixtae                                                                                | 12 kötet  | 1788–1793  |
| Historia regum sirpis Austriacae Budae                                                                       | 23 kötet  | 1794–1817  |